# Irvington (Kentucky)
Irvington es una ciudad ubicada en el condado de Breckinridge en el estado estadounidense de Kentucky. En el Censo de 2010 tenía una población de 1181 habitantes y una densidad poblacional de 518,17 personas por km².

## Geografía
Irvington se encuentra ubicada en las coordenadas 37°52′41″N 86°17′8″O / 37.87806, -86.28556. Según la Oficina del Censo de los Estados Unidos, Irvington tiene una superficie total de 2.28 km², de la cual 2.28 km² corresponden a tierra firme y (0%) 0 km² es agua.

## Demografía
Según el censo de 2010, había 1181 personas residiendo en Irvington. La densidad de población era de 518,17 hab./km². De los 1181 habitantes, Irvington estaba compuesto por el 88.31% blancos, el 7.54% eran afroamericanos, el 0.51% eran amerindios, el 0.34% eran asiáticos, el 0% eran isleños del Pacífico, el 1.1% eran de otras razas y el 2.2% pertenecían a dos o más razas. Del total de la población el 1.52% eran hispanos o latinos de cualquier raza.